# Taiikukan Baby
Taiikukan Baby (体育館ベイビー Taiikukan Beibī?, lit. Bebé de gimnasio), también conocida como Gymnasium Baby, es una película japonesa dirigida por Yoshihiro Fukagawa, producida por SPO Entertainment y estrenada el 10 de mayo de 2008. Se basa en la galardonada novela homónima de Keiko Kanome, quien también actuó como guionista de la obra. Fue protagonizada por Yūichi Nakamura, Yūta Takahashi, Shō Kubō y Mirei Kiritani. 
El filme también cuenta con una película hermana estrenada simultáneamente titulada Dōkyūsei, la cual se compone del mismo elenco pero con argumento e historia diferente.

## Argumento
Jun Shibahara (Yūichi Nakamura) es un estudiante de tercer año de secundaria con grandes expectativas y habilidades en la natación, pero al ser el hijo del entrenador recibe el apodo de "bebé de gimnasio" (taiikukan baby) y nadie cree que su posición se deba a sus propios méritos. También debe lidiar con rumores constantes de que su padre embarazó a su madre —quien era una de sus estudiantes— y nunca se casó con ella, otra razón por la cual es apodado de esa forma. Tras ser diagnosticado con miocardiopatía hipertrófica, Jun se ve obligado a dejar de nadar y pierde toda su razón de existir. Durante sus visitas al hospital, Jun también se encuentra con Nozomi Hayakawa (Mirei Kiritani), una compañera de clases que ha sido ingresada al mismo debido a un cáncer que padece y no le queda mucho tiempo de vida. 
Poco después, Naoki Murai (Yūta Takahashi), otro compañero de clases y también su reemplazo en el equipo, le pide que sea su entrenador puesto que lo admira con creces. Jun y Murai comienzan a convivir y pasar tiempos juntos, con Murai pronto confesando su amor hacia él y besándolo, un hecho que deja a Jun confundido. Jun le cuenta sobre lo sucedido a su mejor amigo, Shōichi Katō (Shō Kubō), quien toma una actitud sobreprotectora hacia este y otra defensiva hacia Murai, puesto que él también está enamorado de Jun. Ambos muchachos pronto se juran una rivalidad mutua que dará inicio a un extenuante triángulo amoroso.
Murai y Katō se esfuerzan por ganarse los afectos de Jun, pero este no es capaz de corresponder los sentimientos de ninguno, a la par que debe lidiar con su salida de la natación. Finalmente, en el día de la graduación, Murai intenta besar a Jun en medio de la ceremonia tras recibir su diploma, solo para ser detenido por Katō, quien irrumpe en el beso interponiendo una fotografía de la ya fallecida Nozomi. Un muy frustrado y avergonzado Jun abandona la ceremonia mientras indica a ambos pretendientes que lo sigan; la película termina con los tres jóvenes alejándose mientras ríen.

## Reparto
- Yūichi Nakamura como Jun Shibahara
- Yūta Takahashi como Naoki Murai
- Shō Kubō como Shōichi Katō
- Mirei Kiritani como Nozomi Hayakawa
- Nanami Sakuraba como Yūki Hayakawa
- Makoto Kawahara como Hikari Ījima
- Tomoya Nagai como Makoto Fujisawa
- Ema Fujisawa como Michiru Yada
- Ikkei Watanabe como Yasushi Shibahara
- Mayuko Irie como Madre de Nozomi
- Tōru Nakane
- Kasumi Irifune
- Kazunori Sasaki
- Kaho Itō
- Hiroaki Kawatsure